# Valleroy-aux-Saules
Valleroy-aux-Saules è un comune francese di 270 abitanti situato nel dipartimento dei Vosgi nella regione del Grand Est.

## Società

### Evoluzione demografica
Abitanti censiti